# بازیکن شماره یک آماده
بازیکن شماره ۱ آماده (به انگلیسی: Ready Player One) یک رمان علمی تخیلی اثر ارنست کلاین است که در سال ۲۰۱۱ انتشار یافته‌است.

## داستان
در سال ۲۰۲۴ میلادی، دنیای واقعی جایی ناخوشایند است. وید واتس جوان تنها زمانی که خود را واقعاً سرزنده حس می‌کند، وقتی است که به آرمان‌شهر مجازی‌اش متصل می‌شود.
وی زندگی‌اش را وقف مطالعه و حل معماهایی کرده‌است که در آن چارچوبهٔ دیجیتالی پنهان کرده‌اند؛ معماهایی که مبتنی بر جنون مسخ‌شدگی خالق آن آرمان‌شهر در فرهنگ پاپ دهه‌های گذشته و وعده‌اش برای کسب ثروتی بی‌کران است که با حل آن معماها به کف می‌آید.
در داستان جیمز هلیدی خالق شه‌سانه است دنیایی که با یک ویزور (دستگاه ایی همانند هدست واقعیت مجازی) وارد آن می‌شوند.
شه‌سانه یک محیط مجازی باز بسیار وسیعی است که شامل هزاران سیاره مختلف است، در شه‌سانه هرفرد یک نام و یک چهرک ویژه خودش را دارد و قدرت هر چهرک بر اساس سطح او می‌باشد.
خالق شه‌سانه جیمز هلیدی در روز مرگش وصیتی می‌کند که هرکس در بازی او یعنی شه‌سانه معماهای او را کشف کند و به تخم مرغ نقره ایی دست یابد، صاحب تمام ثروت او و همچنین شه‌سانه می‌شود.
در این میان شرکتی به نام نصب با به‌کارگیری تکنولوژی، این رقابت را به رقابتی ناجوان مردانه تبدیل می‌کند و با تیمش قصد دارد تخم مرغ هلیدی را بیاید و محیط شه‌سانه که رایگان است را به صورت پولی عرضه کند و آن را تبدیل به یک محصول تجاری کنند.
وید واتز و جویاندگان تخم مرغ هلیدی باید برای نرسیدن <نصب> به خواسته اش تمام تلاششان را بکنند زیرا اینبار پای وسیله ایی که به زندگی آن‌ها معنا داده در میان است.

## شخصیت‌های اصلی
- پارزیوال
- آرتمیس
- H
- شوتو
- دایتو
- هالیدی
- سورنتو

## ربات‌ها
- leopardon
مالک: پارزیوال
اندازه: ۳۰ متر
- minerva x
مالک: آرتمیس
اندازه: ۲۰ متر
- Rx-78
مالک: ایچ
اندازه: ۲۰ متر
- Raideen
مالک: شوتو
اندازه: ۳۰ متر
- Ultraman
مالک: پارزیوال
اندازه: ۵۹ متر
- Kiryu
مالک: سورنتو
اندازه: ۶۰ متر

## سینما
فیلم بازیکن شماره ۱ آماده اقتباسی از این رمان است و در پاییز سال ۲۰۱۸ به روی پرده سینما اکران شد.